# شوح دورانغوي
شوح دورانغوي (الاسم العلمي:Abies durangensis) هو نوع من النباتات يتبع جنس الشوح من الفصيلة الصنوبرية.